# Attentat von Gilroy
Bei einem Attentat auf ein Festival im kalifornischen Gilroy kamen am 28. Juli 2019 vier Menschen (einschließlich des Attentäters) ums Leben, zwölf weitere wurden verletzt. Das FBI stufte den Fall als Inlandsterrorismus ein.

## Hintergrund

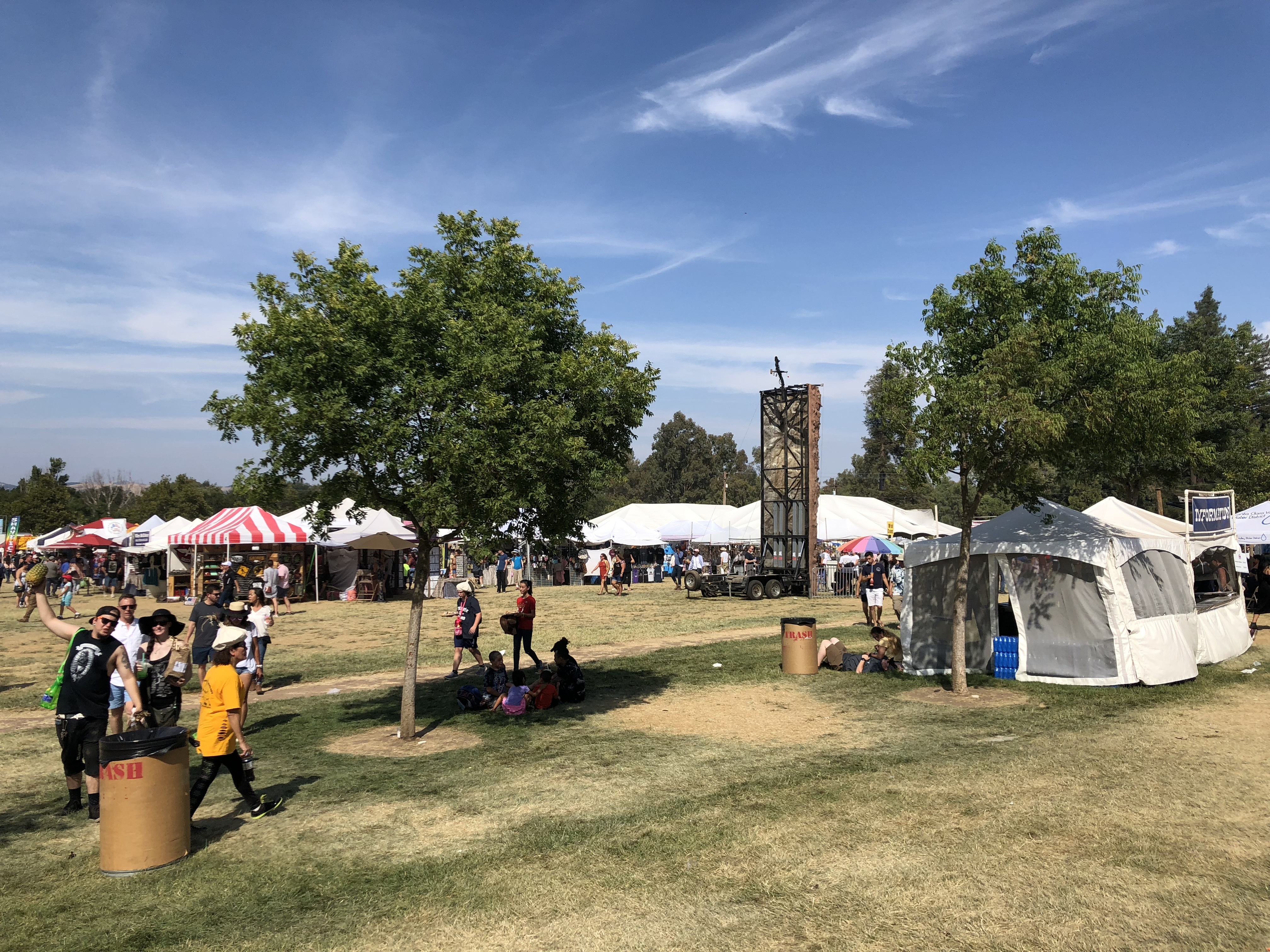
Gilroy Garlic Festival, 2018

Bei dem angegriffenen Festival handelt es sich um das dreitägige „Gilroy Garlic Festival“ (Gilroys Knoblauch-Festival). Das Festival, das jährlich im Christmas Hill Park stattfindet, hat sich auf knoblauchhaltige Speisen spezialisiert. Außerdem treten Musikgruppen auf. Die rund 50 Kilometer südöstlich von San Jose gelegene Stadt Gilroy ist ein bedeutender Knoblauchproduzent.

## Tathergang
Das Attentat fand am 28. Juli 2019, dem dritten und letzten Tag des Festivals, statt. Der Attentäter betrat das Festivalgelände gegen 17:40 Uhr durch ein Loch in einem Zaun, um die Sicherheitskontrollen am Eingang des Geländes zu umgehen. Er begann offenbar wahllos auf anwesende Besucher zu schießen und tötete dabei drei Personen – einen 6-jährigen Jungen, ein 13-jähriges Mädchen und einen 25-jährigen Mann – und verletzte zwölf weitere. Die Polizei erreichte den Ort des Geschehens innerhalb einer Minute und gab mehrere Schüsse in Richtung des Attentäters ab, der noch vor Ort verstarb. Anfangs gab die Polizei an, der Attentäter sei durch die Schüsse der Beamten getötet worden; ein Gerichtsmediziner stellte jedoch fest, dass er durch einen Schuss aus seiner eigenen Waffe in den Kopf starb.

## Attentäter
Als Attentäter wurde der 19-jährige Santino William Legan identifiziert. Er brachte sich während des Attentats selbst um. Ein Motiv konnte die Polizei bisher nicht herausfinden.
Jack van Breen, der Sänger der Band TinMan, die gerade auf der Bühne einen Auftritt hatte, berichtete dem Sender CBS, er habe gehört, wie jemand den Attentäter fragte: „Wieso tust Du das?“ Dieser habe mit „weil ich sehr wütend bin“ geantwortet.
Anfangs ging die Polizei noch von einem zweiten Attentäter oder einem Komplizen aus. Dieser Anfangsverdacht wurde allerdings im Zuge der Ermittlungen verworfen, auch wenn man das „nicht mit absoluter Sicherheit“ sagen könne.

## Reaktionen
US-Präsident Donald Trump sprach am Montag, dem 29. Juli, sein Beileid aus und dankte den Strafverfolgungsbehörden. Die Senatorin Kamala Harris drückte ihre Dankbarkeit gegenüber den Ersthelfern aus, ebenso wie der kalifornische Gouverneur Gavin Newsom. Der Gouverneur besuchte am Montag Überlebende und die Familien der Opfer. Während er erklärte, dass er den zweiten Verfassungszusatz (Waffenrecht) unterstütze, sagte er, dass er sich eine nationale Zusammenarbeit bei der Kontrolle von „gottverdammten Massenvernichtungswaffen“ wünsche. Der Kongressabgeordnete Dan Lipinski, der das Festival zusammen mit seiner Frau besuchte, gab eine kurze Erklärung ab, in der er den Ersthelfern dankte und gesetzgeberische Maßnahmen gegen Waffengewalt in den USA forderte. Andere Abgeordnete gaben ebenfalls Erklärungen zu dem Vorfall ab.
Organisationen wie March for Our Lives und Moms Demand Action sowie Personen wie der ehemalige Sprecher der National Rifle Association und viele Prominente reagierten ebenfalls.
Die Schießerei wurde von Papst Franziskus während einer Rede auf dem Petersplatz am 4. August 2019 nach den Schießereien in El Paso und Dayton hervorgehoben, in der er Angriffe auf wehrlose Menschen verurteilte; der Papst sagte, dass er den Opfern, den Verwundeten und den Familien, die von den Angriffen betroffen waren, die „Texas, Kalifornien und Ohio blutig gemacht haben“, geistig nahe sei.
Als Reaktion auf die Schießerei erklärte das San Francisco Board of Supervisors (Stadtrat) Anfang September 2019 die National Rifle Association (NRA) einstimmig zu einer inländischen terroristischen Organisation. Supervisor Catherine Stefani erklärte: „Die N.R.A. existiert, um Pro-Waffen-Propaganda zu verbreiten und Waffen in die Hände derer zu geben, die uns schaden und terrorisieren wollen … Niemand hat mehr dazu beigetragen, die Flammen der Waffengewalt zu schüren, als die NRA.“ Bürgermeister Sam Liccardo aus dem nahe gelegenen San Jose schlug eine obligatorische Haftpflichtversicherung für Waffenbesitzer vor oder eine Ablösesumme für öffentlichen Kosten der Schusswaffengewalt. Liccardo legte den Vorschlag aufgrund der COVID-19-Pandemie auf Eis, nahm ihn aber 2021 nach einer Massenschießerei in San Jose wieder auf.
Im Januar 2020 wurde das Gilroy Strong Resilience Center eröffnet, um Überlebende der Massenschießerei zu unterstützen.